# Associação Nacional dos Procuradores da República
A Associação Nacional dos Procuradores da República (ANPR) é uma associação brasileira. Atualmente é presidida pelo procurador da República José Schettino
Foi fundada em 22 de setembro de 1973, em assembléia realizada na sede da Procuradoria-Geral da República no Distrito Federal, com a participação de 40 procuradores, após uma série de reuniões preparatórias. A entidade nasceu com o nome de Associação dos Procuradores da República e seu primeiro presidente foi o procurador Geraldo Andrade Fonteles.
A entidade busca o fortalecimento do Ministério Público Federal representando cerca de 1,3 mil procuradores da República. Trabalha, ainda, em prol da sociedade brasileira na luta pelos direitos humanos, pela cidadania, no combate à corrupção e ao crime organizado, na promoção da Justiça e do Estado democrático de direito.

## Lista tríplice para procurador-geral da República
A exemplo do que ocorre nos outros 29 ministérios públicos brasileiro, a formulação de uma lista tríplice de procuradores da República para escolha do procurador-geral da República, é vista como essencial para a manutenção da independência do MPF na defesa da sociedade e da democracia. Desde 2001, a ANPR organiza o processo de escolha dos três nomes que os membros da carreira entendem serem os mais preparados para gerir o MPF. 
A primeira lista foi rejeitada pelo então presidente Fernando Henrique Cardoso. Desde 2003, os presidentes da República Luiz Inácio Lula da Silva, Dilma Rousseff e Michel Temer recepcionaram a escolha dos membros da carreira e indicaram procuradores-gerais dentre os eleitos na lista tríplice da ANPR. O costume foi interrompido pelo presidente da República, Jair Bolsonaro, em 2019.
Podem se candidatar ao cargo membros de carreira do Ministério Público Federal em atividade, maiores de 35 anos. Os procuradores da República habilitados a votar têm a possibilidade de escolha plurinominal, facultativa e secreta.
Após o resultado das eleições, a ANPR é a responsável por encaminhar os três nomes mais votados aos presidentes da República, do Supremo Tribunal Federal, do Senado Federal e da Câmara dos Deputados, bem como ao procurador-geral da República e ao Conselho Superior do MPF.
Para os procuradores da República, o prestígio da lista tríplice é um passo político importante dentro da instituição por conferir caráter democrático à escolha do chefe do MPF.

## Prêmio República de Valorização do Ministério Público Federal
O Prêmio República de Valorização do Ministério Público Federal é uma iniciativa da ANPR e tem o objetivo de identificar e dar visibilidade à atuação dos membros do MPF, além de estimular parcerias com a sociedade.
A premiação foi criada em 2013, reconhecendo atuações de destaque de membros do MPF. Há seis anos, passou a premiar iniciativas da sociedade civil e, em 2015, foi instituído o mérito aos profissionais da imprensa brasileira. Três anos depois, criou a categoria Advocacia de direitos coletivos.
Em sua oitava edição, em 2020, o Prêmio República lançou a categoria Práticas Inovadoras, que premiará iniciativas da sociedade civil que contribuam para a melhoria do atendimento humanizado e imediato nos sistemas de saúde, assistência social e segurança pública.

## Leis da ANPR
Projetos de iniciativa popular:
- Lei da Ficha Limpa[2]
- Lei Contra Compra de Votos[3]

## Movimento de combate à corrupção eleitoral
A ANPR é uma das entidades do Movimento de Combate à Corrupção Eleitoral (MCCE).
| “ | "A Ficha Limpa é um exemplo de boa prática" | ” |

## PEC 37 (PEC da Impunidade)
A derrubada da Proposta de Emenda à Constituição 37/2011 foi uma conquista para a ANPR. A Associação, em conjunto com a população brasileira e demais entidades de classes, promoveu inúmeras campanhas, reuniões, encontros e outras ações para que a proposição, que visava à retirada do poder de investigação do Ministério Público Federal, não fosse aprovada no Congresso Nacional. As ações promovidas pela ANPR explicitavam os reais danos que a PEC 37/2011 provocaria em grandes investigações e no combate à corrupção. Em 25 de junho de 2013, a Câmara dos Deputados, atendeu ao clamor da população que foi às ruas, entre outras demandas, lutar pelo fim da PEC, e arquivou a proposta. Foram 430 votos contra a chamada PEC da Impunidade. Com isso, o Ministério Público pôde dar continuidade ao trabalho de excelência, com a responsabilidade de proteger a sociedade e defender seus direitos.  

## Ex-presidentes da ANPR
Geraldo Fonteles 1973 – 1975
Miguel Frauzino 1975 - 1981
Henrique Fagundes 1981 - 1983
Miguel Frauzino 1983 - 1985
Álvaro Augusto 1985 - 1987
Roberto Gurgel 1987 - 1989
Carlos Muzzi 1989 - 1991
Francisco Teixeira 1991 - 1993
Wagner Gonçalves 1993 - 1995
Rodrigo Janot 1995 - 1997
Ela Wiecko 1997 - 1999
Carlos Frederico Santos 1999 - 2003
Nicolao Dino 2003 - 2007
Antônio Carlos Bigonha 2007 - 2011
Alexandre Camanho 2011 - 2015
José Robalinho Cavalcanti 2015 – 2019
Fabio George Cruz da Nóbrega - 2019 - 2021
Ubiratan Cazetta - 2021 - 2025